# Kościół ewangelicki w Szczyrku-Salmopolu

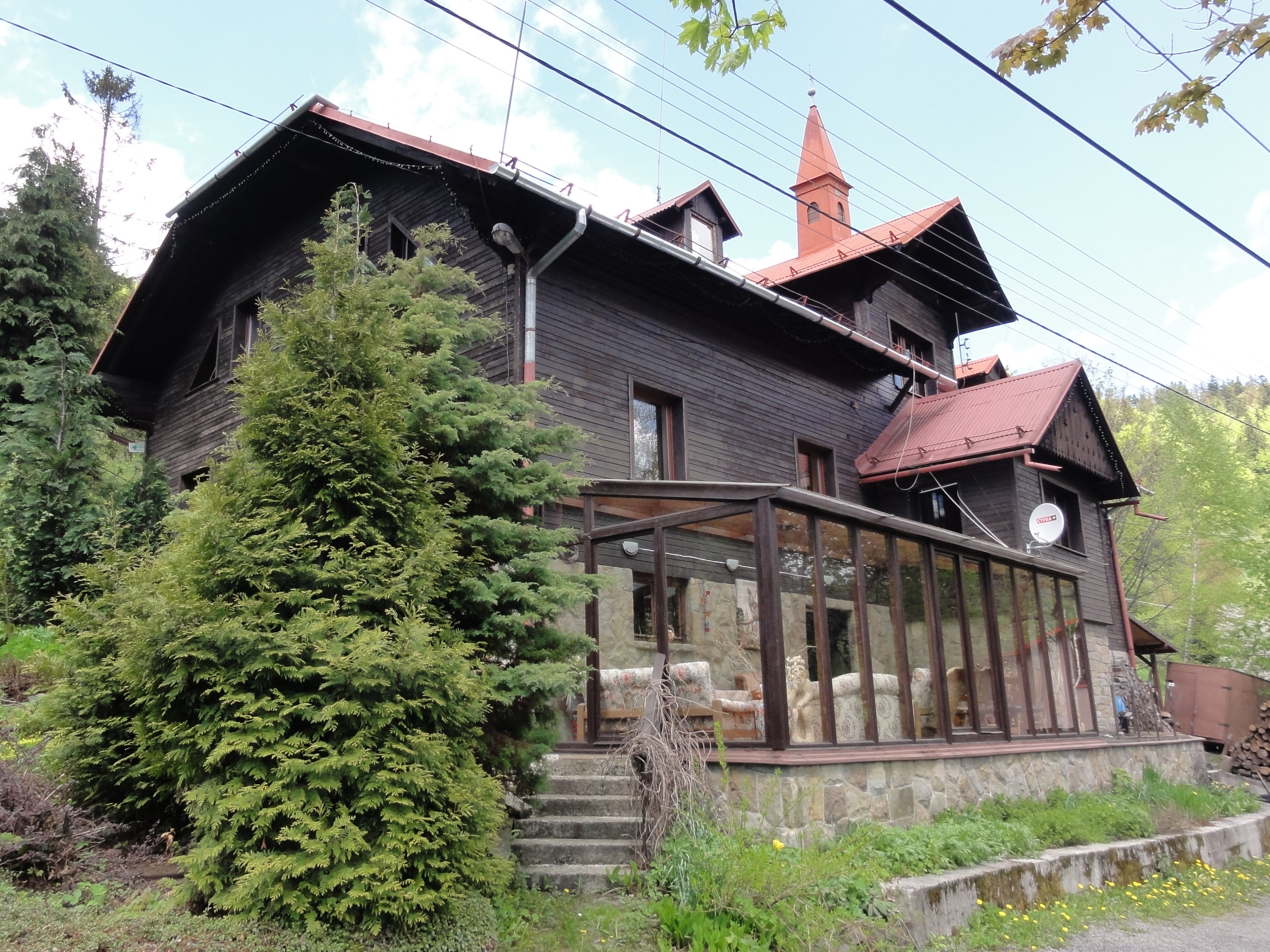
Budynek mieszczący dawniej szkołę i kaplicę

Kościół ewangelicki w Szczyrku-Salmopolu – kościół ewangelicko-augsburski w Szczyrku, w dzielnicy Salmopol, w województwie śląskim w Polsce. Należy do parafii ewangelicko-augsburskiej w Białej.

## Historia
Pierwsze rodziny wyznania ewangelickiego przybyły do Salmopolu w 1803 z Wisły z powodu zatrudnienia na rzecz właścicieli ziemskich w Łodygowicach. Pozostawali oni pod opieką księży z parafii w Wiśle, podawali też dane do prowadzenia zapisów w księgach parafialnych parafii w Białej. Na nabożeństwa w języku polskim osadnicy udawali się do kościoła w Wiśle, rzadziej odwiedzali kościół w Białej, gdzie nabożeństwa i inne czynności kościelne prowadzono w języku niemieckim.
Od 1897 pastorzy bialscy przejmują obsługę duszpasterską nad wiernymi mieszkającymi w Salmopolu. W tym samym roku za sprawą superintendenta Hermanna Fritschego zostaje tam wybudowana szkoła, poświęcona 17 października 1897, w której budynku prowadzone były również nabożeństwa. Środki na powstanie szkoły pochodziły ze zbiórek prowadzonych przez superintendenta Fritschego, darowizn od rodzin osadników z Wisły oraz wiernych z innych zborów Galicji, Śląska Cieszyńskiego i Niemiec. Budynek poza pełnieniem funkcji siedziby szkoły i miejsca sprawowania nabożeństw, mieścił również mieszkanie dla nauczyciela oraz stację turystyczną Beskidenverein.
Nabożeństwa prowadzone przez superintendenta Fritschego odbywały się kilka razy w roku. Kiedy w 1924 proboszczem został ks. Brunon Porwal, częstotliwość tę zwiększono do jednego w miesiącu. Nabożeństwa nie odbywały się w latach 1942-1946, wznowiono je po remoncie budynku.
Nowy kościół ewangelicki został wybudowany w latach 1991-1995. Autorem projektu był inż. Karol Gaś.
Budynek dawnej szkoły mieści obecnie parafialne pokoje gościnne.
Nabożeństwa w kościele odbywają się w każdą niedzielę i święta.